# 尔肯江·吐拉洪
尔肯江·吐拉洪（維吾爾語：ئەركىنجان تۇراخۇن‎，拉丁维文：Erkinjan Turaxun；1964年6月—），新疆喀什人，维吾尔族，中华人民共和国政治人物。

## 生平
1985年1月加入中国共产党。新疆财经学院计划统计系计划统计专业毕业，新疆大学政治经济学专业在职研究生学历。中国共产党第十八届中央委员会候补委员。
历任共青团新疆维吾尔自治区委学校部部长、副书记、书记，共青团中央书记处书记、全国青联副主席、常务副主席等职。2008年5月，任中共新疆维吾尔自治区党委常委，同时出任自治区总工会主席。2013年8月，当选新疆维吾尔自治区总工会主席。2013年10月20日，中国工会第十六次全国代表大会在北京召开，选举产生284名执行委员和执行委员会。10月21日，中华全国总工会第十六届执行委员会第一次全体会议选举他出任副主席。2015年2月，兼任中共塔城地委書記。
2017年3月，任中共湖北省委常委。4月，兼任省委統戰部部長。5月，当选湖北省总工会主席。2018年1月，当选第十三届全国政协委员。2018年10月25日，中华全国总工会第十七届执行委员会召开第一次全体会议，选举全总十七届执委会主席、副主席和主席团委员，他当选为全总主席团委员。
2022年1月，当选为湖北省政协副主席。同年6月，不再担任中共湖北省委常委。